# Michel aus Lönneberga (Fernsehserie)
Michel aus Lönneberga (Originaltitel: Emil i Lönneberga), auch als Immer dieser Michel bekannt, ist eine deutsch-schwedische Serie. Sie beruht auf den drei zwischen 1971 und 1973 gedrehten Michel-Filmen mit Jan Ohlsson, die wiederum auf der Romanfigur Michel aus Lönneberga von Astrid Lindgren basieren.

## Episoden
Die Abfolge der Episoden in den Filmen der Serie und ihre Zusammenstellung hier ist nicht identisch mit der Erzählfolge der Abenteuer der jeweiligen Buchtitel.

### Als Michel eine Ratte fing
Der fünfjährige Michel Svensson lebt mit seinen Eltern, seiner kleinen Schwester Ida, dem Knecht Alfred (seinem besten Freund) und den Mägden Lina und Krösa-Maja auf dem Katthult-Hof in Lönneberga, einem kleinen Dorf in Småland in Südschweden. Michel ist eigentlich ein netter, hilfsbereiter Junge, aber andererseits hat er ziemlich viel Unsinn im Kopf, und selbst wenn er niemandem einen Streich spielen will, geht so manches schief. Wenn er wieder einmal etwas angestellt hat, wird er in den Tischlerschuppen gesperrt – oder er bringt sich dort vor seinem erzürnten Vater in Sicherheit. Praktischerweise hat die Tür sowohl innen als auch außen einen Riegel. Im Schuppen vertreibt er sich die Zeit mit dem Schnitzen von Holzmännchen, seine Sammlung umfasst inzwischen fast hundert Figuren. Auch Michels Mutter hat eine beachtliche Sammlung angelegt, allerdings besteht diese aus Schulheften, in denen sie die Übeltaten ihres Sohnes niederschreibt. Michels Streiche sind in ganz Lönneberga wohlbekannt. Dafür sorgt schon Krösa-Maja, die mit Vorliebe die schlimmsten Gruselgeschichten verbreitet.
Am Tag des 98. Männchens landet Michel gleich dreimal hintereinander im Schuppen: Zuerst stellt er eine Rattenfalle unter den Küchentisch, so dass sein Vater hineintritt. Weil dieser sich stark erschrocken hat, will Michel ihn trösten, indem er ihm zeigt, was es zum Mittagessen geben soll: Blutklöße. Allerdings landet der Blutbrei auf des Vaters Kopf. Dann kommt Michel, der mit Ida Fangen spielt, der Magd Lina in die Quere, die gerade Kartoffelpuffer vorbereitet. Die Schüssel fliegt davon und trifft Michels Vater, der gerade hereingekommen ist. Jetzt beschließt Michel, für immer im Schuppen zu bleiben. Als Alfred mit ihm im Teich baden gehen will, kann er aber doch nicht nein sagen und verdirbt Lina so einen romantischen Abend mit dem Knecht, auf den sie ein Auge geworfen hat.

### Als Michel den Kopf in die Suppenschüssel steckte
Die Bewohner Lönnebergas haben Geld gesammelt, das sie Michels Mutter bringen. Verwendungszweck: Michel soll nach Amerika geschickt werden, damit in Lönneberga wieder Ruhe einkehrt. Alma Svensson ist natürlich empört, und selbst Lina ist dagegen. Schließlich hat es in Amerika gerade erst ein Erdbeben gegeben, und eine Katastrophe sollte wohl genug sein. Schon naht weiteres Unheil. Michel steckt nämlich den Kopf in die Suppenterrine, um an die letzten Tropfen zu kommen, bleibt dann aber stecken. Damit die vier Kronen teure Schüssel nicht zerschlagen werden muss, wird Michel nach Mariannelund zum Arzt gebracht. Dort verbeugt er sich höflich, knallt mit dem schüsselbewehrten Kopf auf den Schreibtisch und befreit sich somit selbst – allerdings kostenlos, worüber sein Vater so erfreut ist, dass er ihm fünf Öre schenkt, da eine medizinische Maßnahme fünf anstatt der vermuteten drei Kronen gekostet hätte. Die verschluckt Michel auf dem Heimweg. Der Arzt, der zum zweiten Mal aufgesucht wird, schlägt vor, die Münze den natürlichen Weg nehmen zu lassen. Zu Hause klebt Michels Vater die Schüssel wieder zusammen. Als Ida wissen will, wie Michel den Kopf in die Suppenschüssel gebracht hat, demonstriert er es – und bleibt erneut stecken. Diesmal greift seine Mutter, sehr zum Ärger von Michels Vater, gleich zum Schürhaken.

### Als Michel Klein-Ida an der Fahnenstange hochzog
Die Svenssons geben ein großes Fest. Üblicherweise wird bei der Ankunft der Gäste die schwedische Flagge gehisst, Bauer Svensson kann dieser Pflicht aber nicht nachkommen, weil die Kuh kalbt. Michel nutzt die Gelegenheit, um Ida am Fahnenmast hochzuziehen, denn die Kleine möchte gern die Welt von oben sehen. Sie ist auch ganz vergnügt, aber die Eltern sind natürlich entsetzt. Sie bemerken Michels Streich erst, als Frau Petrell sie fragt, warum die Svenssons die dänische Flagge gehisst hätten. Frau Petrell hatte ihre Brille nicht auf, und so sah sie Idas rot-weißes Kleid nur verschwommen. Michel wird wieder einmal zur Strafe in den Schuppen gesperrt. Da ihm der Magen knurrt, legt er ein Brett vom Schuppenfenster zum Fenster der Speisekammer und schlägt sich dort den Bauch voll. Derweil sucht die ganze Gesellschaft nach ihm, denn man wollte ihn wieder aus dem Schuppen herauslassen. Als Lina ihn schließlich findet, sind alle erleichtert und nehmen es ihm nicht übel, dass er fast die ganze für Frau Petrell vorgesehene Wurst verputzt hat.

### Als Michel auf den Markt fuhr
In Vimmerby ist Markt, auch die Svenssons fahren hin. Lina wünscht sich einen Verlobungsring von Alfred, aber der ziert sich verständlicherweise. Außerdem sind die Zeitungen voll von Schreckensmeldungen: Ein Komet soll just am Markttag auf die Erde herabstürzen. Michel interessiert sich für das Pferd Lukas und ist traurig, als ein Viehhändler es kauft. Allerdings lässt das Tier sich nicht beschlagen, so dass der Händler leichtsinnigerweise sagt, er werde Michel das Pferd schenken, wenn der es festhalten könne. Michel hat erkannt, dass Lukas keineswegs störrisch, sondern nur kitzlig ist. Dementsprechend behandelt er das Tier, so dass die Hufeisen schnell angebracht sind. Dem Händler bleibt nichts anderes übrig, als zu seinem Wort zu stehen. Michels Eltern sitzen derweil bei Frau Petrell am Tisch. Das Essen wird empfindlich gestört, als Michel, der draußen die Stelzen des Bürgermeistersohns ausprobiert, durchs Fenster gesegelt kommt und in der Suppenschüssel landet. Später zündet er auch noch das Feuerwerk, das für die Geburtstagsfeier des Bürgermeisters vorbereitet worden war. Die Leute in Vimmerby denken nun, der Komet sei niedergegangen.

### Als Michel das Fest für die Armen gab
In Lönneberga gibt es ein Armenhaus, in dem die Alten und Erwerbslosen ein erbärmliches Dasein fristen. Als wäre das noch nicht schlimm genug, werden die Armen auch noch von der „Kommandora“ schikaniert, einer Art Vorsteherin des Armenhauses. Die schreckt nicht einmal davor zurück, einen ganzen Korb voller Leckereien allein zu verputzen, den Michels Mutter eigentlich allen Bewohnern des Armenhauses als Weihnachtsgeschenk zugedacht hatte. Als Michel davon erfährt, lädt er alle Armen zu einem großen Festessen ein. Seine Eltern wissen nichts davon, da sie anderswo zu Gast sind. Die Kommandora wird zwar durch einen Trick weggelockt, bekommt aber doch Wind von der Sache. Als sie um den Katthulthof herumschleicht, wo die Armen fröhlich schmausen, stürzt sie in eine von Michel ausgehobene Wolfsgrube, die er baute, da Krösa-Maja vom Werwolf erzählt hatte. Michel ist zwar enttäuscht, dass er keinen echten Werwolf gefangen hat, nutzt die Gelegenheit aber, um der Kommandora eine Lehre zu erteilen.

### Als Michel zur Auktion ging
Die Katthulter fahren nach Backhorva zu einer Auktion. Michel kommt nach, denn er muss zuvor Geld als „Gatterjunge“ verdienen. Er verpulvert das Geld dann zum großen Ärger seines Vaters für allerlei Unsinn: Ein Brotschieber, ein Samtkästchen für Ida, eine Feuerspritze und mehrere Flaschen Limonade gehen in seinen Besitz über. Er sieht zwar selbst ein, dass er einiges ersteigert hat, was er gar nicht braucht. Als aber eine Schlägerei ausbricht, erweist sich zumindest die Feuerspritze als nützlich, denn damit kann er die Streithähne trennen. Er wird die Feuerpumpe sogar für den doppelten Preis wieder los, als der Veranstalter sie für die nächste Auktion zurückkauft: Schlägereien sind nämlich die Regel bei solchen Veranstaltungen. Für manchen der männlichen Besucher sind die jährlichen Prügeleien sogar der einzige Grund, um überhaupt zu der Auktion hinzugehen.
Schlussendlich stellt sich sogar die Tracht Prügel für den Brotschieber als falsch heraus, da alle Holzschieber auf Katthult morsch geworden sind.

### Als Michel die Kuh überlistete
Michel macht einen weiteren guten Fang bei der Auktion, denn er hört zufällig, dass das Huhn Hinke-Lotta eine gute Legehenne sein soll. Sein Vater hat weniger Grund zur Freude, denn die von ihm ersteigerte Milchkuh Rölla ist extrem störrisch. Er will sie schon erschießen, doch da geht Michel dazwischen. Er hat erkannt, dass Rölla nur so widerspenstig ist, weil sie von den anderen Kühen ihrer Herde getrennt wurde. Sein Vater schenkt ihm die Kuh, aber unter einer Bedingung: Er muss sie nach Katthult treiben. Das gelingt ihm problemlos, als er die ganze Herde dorthin treibt, wofür er vom neuen Besitzer der anderen Kühe auch noch Geld bekommt. Als Michel ihm ein Ei von Hinke-Lotta und Milch von Rölla zum Essen reicht, und als Mutter Svenssons alter Brotschieber obendrein just an diesem Tag zerbricht, muss selbst Vater Svensson zugeben, dass sein Sohn gute Geschäfte gemacht hat.

### Als Michel Lina einen Zahn ziehen wollte
Lina hat furchtbare Zahnschmerzen. Michel unternimmt einige gut gemeinte, aber erfolglose Versuche, den Zahn zu ziehen. Schließlich muss die Magd doch die Hilfe des Schmieds in Anspruch nehmen. Beim Kirchenkaffee gibt es Aufregung, als Krösa-Maja behauptet, Ida habe Typhus. Dabei hat Michel nur das Gesicht der Kleinen blau angemalt. Zufällig sieht der Pastor einige alte Briefe. Michel hat sie in jenem Samtkästchen gefunden, das er in Backhorva für Ida ersteigert hatte. Der Pastor kauft sie ihm für viel Geld ab, denn sie tragen wertvolle Briefmarken. Als Michel wegen des Typhus-Streichs im Schuppen sitzt, beschließt er, künftig artig zu sein.

### Als Michel in die Schule kam
Michel kommt in die Schule. Da der Unterricht nur alle zwei Tage stattfindet, hat er noch genug Zeit für andere wichtige Dinge. So sperrt er seinen Vater während der Bibelstunde unabsichtlich in der so genannten Trissebude ein und bringt die Galoschen der Gäste durcheinander. Allerdings gefällt es ihm auch in der Schule sehr gut, er wird sogar Klassenbester. Wenn er Zeit hat, liest er zwischendurch den alten Leuten im Armenhaus aus der Zeitung vor. Die Lehrerin ahnt zwar schon, dass aus Michel mal etwas Besonderes werden wird, aber dass er sie „aus seiner großen Güte heraus“, wie er sagt, küssen würde, hätte sie nicht gedacht.

### Als Michel nur noch gute Vorsätze hatte
Michel befürchtet, dass es Lina tatsächlich gelingen könnte, Alfred zu heiraten. Er würde es selbst übernehmen, der Magd die Hochzeitspläne auszutreiben, weil er seinen besten Freund nicht an sie verlieren will, aber Alfred meint, man müsse die Sache diplomatisch angehen. Der Knecht hat nämlich überhaupt keine Lust, Lina das Jawort zu geben, kann ihr das aber nicht so richtig klarmachen. Als er ihr dann schließlich doch ganz unverblümt sagt, dass sie beide „den Schiet“ lieber lassen sollten, nimmt sie das gar nicht ernst. Als Michel eine Picknick-Gesellschaft in Panik versetzt, weil er mit Lukas einen Husarenangriff simuliert, fragt seine besorgte Mutter ihn, ob er sich denn nie ändern werde. Er meint, dass daraus doch etwas werden könne, aber er könne nichts versprechen.

### Als Michel einen neuen Freund gewann
Vater Svensson hat auf der Auktion eine trächtige Sau gekauft. Sie beißt jedoch alle Ferkel des Wurfs tot – bis auf eines, das Michel im letzten Moment retten kann. Die Sau stirbt wenig später. Michel möchte das Ferkel gern behalten, Vater Svensson ist dagegen – für ihn ist es nur Schlachtvieh. Er bezweifelt sowieso, dass das mutterlose Tier überleben wird. Zur allgemeinen Überraschung gelingt es Michel jedoch, das Ferkelchen großzuziehen und ihm außerdem allerlei Kunststücke beizubringen. Die beiden werden unzertrennlich, das Tier leistet Michel sogar im Tischlerschuppen Gesellschaft.

### Als Michel die Tiere mit Kirschen fütterte
Auf Katthult werden Unmengen von Kirschen geerntet. Frau Petrell schlägt vor, Kirschwein daraus zu machen. Vater Svensson, eingeschworener Abstinenzler, hält davon natürlich wenig. Also setzt Mutter Svensson den Wein heimlich an. Die vergorenen Kirschen soll Michel auf dem Kompost vergraben. Er verfüttert das Zeug jedoch arglos an den Hahn und an sein Schweinchen. Die Tiere werden betrunken und toben herum, womit sie den Hühnern einen derartigen Schrecken einjagen, dass diese in Ohnmacht fallen. Ida erweckt sie später wieder zum Leben. Auch Michel probiert die Kirschen und bekommt prompt einen Rausch, der Katzenjammer folgt auf dem Fuße. Das kommt den Guttemplern zu Ohren, einer Organisation, die für Enthaltsamkeit eintritt. Michel und seine Mutter müssen vor einer ihrer Versammlungen erscheinen, dort muss der Junge dem Alkoholgenuss abschwören. Vater Svensson ist von Michels Eid so begeistert, dass er ihm das Schwein schenkt. Michel setzt den Schwur sofort in die Tat um und zerschlägt die für Frau Petrell vorgesehenen Flaschen mit Kirschwein.

### Als Michel ein Held wurde
Wintereinbruch: Der Katthult-Hof ist eingeschneit. Ausgerechnet jetzt verletzt Alfred sich bei Schnitzarbeiten am Daumen und zieht sich eine Blutvergiftung zu. Michel weicht nicht mehr von der Seite seines besten Freundes, der starke Schmerzen hat und bald nicht mehr richtig bei Bewusstsein ist. Wegen eines Schneesturms hält Michels Vater es für unmöglich, den Knecht nach Mariannelund zum Arzt zu bringen. Als Michel erkennt, dass Alfreds Zustand lebensbedrohlich wird, bricht er heimlich in aller Herrgottsfrühe mit dem Schlitten auf. Lukas kämpft sich tapfer voran (er kennt den Weg), bleibt aber irgendwann stecken. Michel holt Hilfe von einem nahen Hof, doch der dortige Bauer ist nur bereit, den Schlitten aus der Schneewehe zu ziehen – Michel muss allein weiterfahren. Irgendwann geht es einfach nicht mehr. Gerade als der völlig ausgepumpte Junge zu verzweifeln droht, kommt ein Schneepflug, der den Weg nach Mariannelund frei macht. Gerade noch rechtzeitig kann Alfred behandelt werden. Nach ein paar Tagen fährt Michel mit ihm wieder nach Hause. Er hat einen Brief des Arztes in der Tasche, in dem dieser Michels Eltern mitteilt, dass sie stolz auf ihren Sohn sein können. Vater Svenssons Freude hält sich in Grenzen, denn er hat Magenschmerzen und muss sich den Bauch mit einem heißen Topfdeckel wärmen – und Michel, der es wieder einmal nur gut meint, heizt den Deckel fast bis zur Glut auf, bevor er ihn seinem nun einschlafenden Vater auf den Bauch legt.

## Synchronisation
Für die deutsche Fassung der Fernsehserie wurden andere Sprecher eingesetzt als in den Spielfilmen.
| Rolle          | Darsteller      | Synchronsprecher                                        |
| -------------- | --------------- | ------------------------------------------------------- |
| Erzählerin     | Astrid Lindgren | Christine Gerlach                                       |
| Michel         | Jan Ohlsson     | Andrej Brandt                                           |
| Ida            | Lena Wisborg    | Madeleine Stolze                                        |
| Lina           | Maud Hansson    | Käte Jaenicke (Folge 1–7) Edeltraut Elsner (Folge 8–13) |
| Anton Svensson | Allan Edwall    | Jürgen Thormann                                         |
| Alma Svensson  | Emy Storm       | Bettina Schön                                           |
| Alfred         | Björn Gustafson | Edgar Ott                                               |
| Krösa Maja     | Carsta Löck     | Carsta Löck                                             |